# 来自风平浪静的明天
《來自風平浪靜的明日》（日语：凪のあすから）是自2013年10月3日開始播放的日本電視動畫。漫畫雜誌《月刊Comic電擊大王》（ASCII Media Works）2012年10月号發表P.A. Works製作動畫的協同企畫。
角色原案由《我的朋友很少》與《電波女&青春男》的插畫家馬口鐵擔任。其他主要製作人員有《RDG 瀕危物種少女》的導演篠原俊哉、劇本統籌則是有製作過《花開物語》的岡田麿里、人物設計則是《Another》的石井百合子擔任，歷代P.A. Works動畫的製作人員參與此作。
2013年10月5日，台灣代理商木棉花國際將原先的凪的明日（日文名）正式譯為來自風平浪靜的明日，旗下頻道i-Fun動漫台亦沿用之。中国大陸地區愛奇藝正式譯名則為來自風平浪靜的明天。

## 舞台
虽然剧中并未出现真实地名，但以美术监督东地和生为首的制作人员主要将三重县熊野市的周边区域作为舞台，在此基础上以新鹿海水浴场的周边区域和纪势本线波田须站为原型进行了着重描绘。

## 劇情簡介
以前人們都生活在大海中，能夠在大海中呼吸並且生活。但是，嚮往陸地的人類捨棄了海洋，也捨棄了能在海裡呼吸的特別羽衣，登上陸地生活。於是，人類逐漸分成在海中生活的人類以及在陸上生活的人類。
在海中生活的四名少年少女先島光、向井戶愛花、比良平千咲、伊佐木要，因海村汐鹿生的波路中學被廢校而轉學到陸地上鴛大師的美濱中學，并在那裡遇到了在陸地上出生的少年木原紡，他們由此相會、交流。

## 登場人物

### 海的世界
本作的主角是在海底之村汐鹿生居住的4名少年少女，他們從小就因家族關係成为青梅竹马。汐鹿生有一個傳統——禁止任何村民與陸地上的人類相结合，而一旦發現就會被村庄趕走（因为海裡生活的人類和陸地上生活的人類結合後，生下的孩子沒有胞衣）。
在第14話中得知全日本共有14處海村。
先島光（Sakisima Hikari，聲：花江夏樹、潘惠美（幼年期）（日本），Max Mittelman（美国））
身高：161cm，體重：54kg。
本作男主角。有點遲鈍，衝動派，但很會照料別人的中學二年級生。
和愛花是青梅竹馬，對愛花抱有特殊的情感，也一直認為愛花喜歡的人是紡。
剛開始也對紡有著敵意，之後由於感覺到紡熱愛大海，漸漸認為他不是壞人。
先島家長子，鳴波神社的繼承人。
之前討厭陸上人，與班上的陸上人不和。在祭海大人被破壞時，更認定是同班的江川和狹山所為，因在當日的烹飪課曾發生口角；在了解事情原由後決意和解，與班上的同學關係也漸漸改變。
冬眠5年後醒來依然是14歲，當日漁船祭發生的事對他來說彷如昨日發生，面對已改變的一切感到困惑。
向井戶愛花（Mukaido Manaka，聲：花澤香菜（日本），Michelle Ruff（美国））
身高：153cm，體重：50.3kg。
本作女主角。個性活潑的中學生。自小總是跟在光等三人後面，受著他們保護。
雖然平時總是跟在光、要和千咲的後面，但真正面對新環境或新挑戰時，才是四人中最勇於行動的人。
不知如何面對光的告白，在被告白後顯得極度尷尬不自在。
之後發覺自己對紡的感情和對太陽的憧憬無異，是不可過於接近的存在；自己對光的感情就等同大海一般，可謂必要而且不可分割的重要。
比良平千咲（Hiradaira Chisaki，聲：茅野愛衣（日本），Brianna Knickerbocker（美国））
身高：160cm，體重：52kg。
外表成熟，但心思纖細敏感的中學生。
對愛花來說就像是姐姐一樣。
喜歡光，但不想因告白破壞四人關係，希望現時的關係能一直持續下去。
自己內心的感受一直被紡看透，對此事偶會感到不滿。
感情上不果決，會否認自己的真實感情，有時候會突然激動起来，變得讓人難以捉摸。
是汐鹿生四人組中最不希望四人關係改變的人。但諷刺的是千咲卻是在冬眠期唯一清醒、被留在陸地上的海村居民（明是被海村驅逐），並認為在夥伴冬眠的五年中自己背棄了他們「明明不希望大家改變，自己卻是改變最多的人。」
5年後成為護士學校的學生。在5年前漁船祭後失去家人、朋友以及歸宿，被紡的爺爺收容，寄住在木原家，因為不希望改變，而不願意直面自己的情感，直到最後放下執念，接受自己在朝夕相處之下，喜歡上紡的事實。
在高中時木原爺爺在家吐血暈倒入院，擔心至極，希望身邊所珍愛的人不要再被奪走。
官方發售BD的廣播劇中提到，千咲於13集漁船祭後，失去家人和朋友的打擊成為她揮之不去的心魔，無法彌補的罪惡感讓千咲有了心病（幻聽），每當產生後悔（罪惡感）的情緒時，耳中便會傳來陣陣像是在斥責她的海浪聲。
伊佐木要（Isaki Kaname，聲：逢坂良太（日本），Bryce Papenbrook（美国））
身高：164cm，體重：52kg。
有著中性相貌的少年。擅於察言觀色。認為自己在四人組中扮演著觀察者的角色。
由於溫柔的個性以及帥氣的外表很受女孩子歡迎。
喜歡千咲，並對其告白。
鱗大人（聲：鳥海浩輔）
海神肩胛骨上其中一片鱗片的化身，替海神監視海底人，被供奉在鳴波神社，管理村莊的御靈火（海底的火源）。
喜歡吃燉菜，雖然只是海神的鱗片，但有著高強的能力。
在第一次漁船祭協助海神帶走明。
第二次漁船祭後透露雖然只是鳞片，但其實和海神大人一樣，一直深愛著女守大人。
先島明（Sakisima Akari，聲：名塚佳織）→潮留明（Shiodome Akari）
光的姊姊，20歲。在陸地上的超市工作，與陸地上的人類相戀。
個性堅強，傷心的事都只會藏在心裡，不論在母親過世、放棄成為漫畫家的夢想、還是因村中關係被逼與至分手，都只會靜悄悄獨自一人哭泣。
在初中時期已經與至的亡妻 — 同為海底人的美織感情良好，在美織過世後依然與至、美海父女交往，不知不覺希望與兩人一同生活。
本與美海感情良好，但美海發現父親與明的關係後一直希望兩人分手，對此事感到無奈。其後因光的關係，下定了繼續與至相戀的決心，並與美海和解。
兩人的婚禮在舉行漁船祭當日同時舉辦，並扮演女守大人，舉行期間海中突然出現異樣，明也因此墜海並被拉入漩渦中。因愛花代替其成祭品而得救。
在5年前漁船祭後不久發現懷孕，雖一度認為在汐鹿生整體冬眠的時期不應該擁有自己的孩子而感到苦惱，但因美海的開解而決定生下來，取名晃。
先島灯（Sakisima Tomoru，聲：天田益男）
鳴波神社的宮司。明、光兩姊弟的父親。
感情表現笨拙，其實希望明獲得幸福，但卻表面上一直不支持與陸地上的人類在一起。

### 陸地世界
鴛大師是陸地上一個靠海的漁村，有電車可通往城市。在這裡生活的人們和海村汐鹿生的人們有密切往來。雖然陸地上居住的人類和海裡居住的人類同源同種，但是自從人類遷徙到陸地之後，他們從出生開始就没有在海裡生活所必須的膜，海裡人與陸上人共同生下的孩子也不具有胞衣。
木原紡（Kihara Tumugu，聲：石川界人（日本），Chris Hackney（美国））
身高:166cm，體重:51kg。
有著1/4海底人血統，膚色黝黑。感覺予人不善表達。
跟海人祖父同住，祖父從事漁夫工作，因此對大海充滿興趣，對從大海到來的光一行四人抱持關心的態度。母親在市區工作，親子關係不佳。
個性十分冷靜，觀察力敏銳，總是能分析出他人的心理。
為了光一行人在學校後方挖了個小池塘，讓他們的胞衣可以維持濕潤。
曾在愛花跑出學校而錯過回海底的時間，膜乾裂而昏倒時把她帶回家照顧，進而發現她受詛咒而出現在膝蓋上的小魚並給予讚美（鱗片很漂亮，沒見過）
主動與千咲交流過多次，對她的感情狀況十分在意。
5年後在城市的大學就讀海洋學研究科，與三橋教授一同研究陸地上的氣候異常，以及解明被封閉的海村情況。
與因海村封閉而寄宿在木原家的千咲共同生活了五年，並喜歡上了千咲。
潮留美海（Shiodome Miuna，聲：小松未可子（日本），Xanthe Hyunh（美国））
身高：158cm，體重：50kg。
小學三年級的女孩子。母親美織（海底人）在美海小時候就已過世，和父親兩人生活。喜歡光，也了解光喜歡的是愛花，為本作三位女主角中唯一一個於所有集數出現，更於後半部（14-26集）成為主要出場女主角。
個性內向害羞。與愛花感情良好。
跟光一樣經常上課睡覺，睡顏也和光很像。
並不想讓光發現自己的心意，一直隱藏著喜歡光的感情，並想讓愛花恢復喜歡的感情。
拒絕了峰岸淳的告白。
自小因明的陪伴而喜歡明，因母親過世的陰影而懼怕明與母親一樣離開自己，故此一開始十分排斥明與父親在一起。在光化解她的心結後，漸漸對光抱有特殊情感。
在接受了明後，希望送禮表示對明的感情，在光等人幫忙下，決定以貝殼自製項鏈作為禮物。
之後出現暖雪異象，得知海底人要冬眠及陸上將出現災禍一事後，即使不願與明分開，還是希望明能回歸大海冬眠生存下去，但對於同樣是海村人的光卻希望他可以陪在她身邊不要冬睡，同樣是感到喜歡，卻對光和明產生不同結果的想法感到困惑。
一直稱呼明為小明，在她決定舉辦婚禮嫁給父親後，下定決心改稱其為媽媽。
喜歡光，得知光喜歡愛花後表現失落。
5年後為14歲的國中二年級學生。於出現幻月的一日在結冰海面上看到浮現的光，在人工呼吸之後成功喚醒光。
第18集中順著「聲音」，成功帶領光兩人來到冬眠中的汐鹿生。獨自碰上了鱗大人，當被問到來此處要找什麼東西時謊稱為了找愛花，被戳破其真實想法為「只是想來到汐鹿生」。
第22集中，從鱗大人口中得知她所聽見的「聲音」是愛花的膜的聲音，也是愛花的感情。
第24集中被光因愛花的事而說會把她當大人看待。而她決定隱藏自己對光的心意，幫助光與愛花發展。
第25集中強迫光說出喜歡愛花，以此希望自己能對光死心並放棄對光的心意。自己因喜歡光的感情，在漁船祭上被海神誤以為是祭海大人，而取代愛花成為祭海大人。
第26集中在看到光為了自己哭泣後，還是無悔喜歡上光的心情，並認為光以前和她說「喜歡的心意不是無用之事」才是正確的。成為祭品時感受到溶於大海中所有人的心意。結尾時的自述間接承認光為初戀，為光而流下的眼淚溶於溫柔的大海中，對光的感情感到釋然。
久沼紗由（Hisanuma Sayu，聲：石原夏織）
美海的同學及好朋友。個性活潑，講話直率不做作。喜歡要。
女守大人被破壞一事的真兇，因光拒絕協助而進行的報復。其後被要發現自己是破壞者，在要的鼓勵下向光道歉，之後漸漸對要抱有特殊情感。
在小學二年級曾一度被同學們欺負，那時只有美海沒參與其中。當欺負對象轉變為美海時，對美海處之泰然的態度感到不解，與美海對話後兩人成為好友。
5年後為14歲的國中二年級學生。因要冬眠而決定成為不依靠男人的女強人。第17集中要甦醒後和她碰面，可是要無法認出她而認為自己與要無法接近，想放棄自己對要的情感，但因為美海的說話令她有所動搖。
第17集末，要認出紗由而令她不想放棄這情感。
第23集中和光討論幫助愛花回復心意，對要認為沒有愛人的心比較輕鬆而感到不滿，裝成大人說話，對情感什麼也不知道。
第24集中在平交道對要告白，說其實要五年來一直在她的心中存在，是她努力向上的動力。要因為原來也有人一直在等待他而感動、承諾從此把她當作同齡的女孩看待，及表示會認真考慮和她的未來。
第25集中漁船祭時差點掉入海裡，但被特意留心的要即時救回。
第26集末嘗試改變髮型，放下雙馬尾變成散髮，希望要能夠喜歡。
木原勇（Kihara Isamu，聲：清川元夢）
紡的祖父，漁夫，為海底人。
第一次漁船祭的事件後收留了千咲，在紡、千咲高中時因病住院。千咲從他的口中得知海神與女守大人愛情故事鮮為人知的結尾。
第26集時已康復從醫院出院。
潮留至（Siodome Itaru，聲：間島淳司）
美海的父親，明的男友。在鴛大師漁協工作。
對海底人與陸上人在一起會導致被海村驅逐一事不知情。5年後因兒子的誕生而買下一間屋，現要償還借貸努力工作。
潮留美織（Shiodome Miwori，聲：遠藤綾）
至的已故妻子，美海的母親。與光他們同樣是海底人，跟明感情很好。
江川岳（Ekawa Takesi，聲：河西健吾）
紡、光等人的同班同学。歧視海底人，認為海底人滿滿魚腥味。
在烹飪課與光一度發生口角，其後因漁船祭用的女守大人被破壞一事，與光的矛盾日益嚴重。在事件達成和解後，班上海底人和陸上人的關係也漸漸改善，並共同製作女守大人。
5年後成為大學生，與女朋友奉子成婚，女朋友的父親是公司社長，故輟學後到未來岳父的公司工作。第24集把女朋友帶給光等人見面。
狹山旬（Sayama Syun，聲：松岡禎丞）
紡、光等人的同班同学。佐屋超市的少東。
5年後在佐屋超市中幫手，經常駕駛著車到處送貨。
潮留晃（Shiodome Akira，聲：石上靜香）
明與至的兒子，美海同父異母的弟弟，4歲。
第24集在母親的陪同下，親自把自己寫給愛花的告白信給了愛花，愛花由此感覺自己好像失落了一些感情而困惑。
最後和美海一樣長出膜。
三橋悟（Mihasi Satoru，聲：川田紳司）
紡所在的大學海洋學研究科的研究室的教授。因研究海村之一的汐鹿生而來到鴛大師，研究期間寄住在木原家。
峰岸淳（Minegisi Zyun，聲：村瀨步）
美海與紗由的中學同學，在小學時期就對美海有好感，對其告白後被拒絕。後来知道了美海喜歡光。官方明示「结局美海與峰岸並没有交往」。

## 用語
膜
或稱胞膜、胞衣、羽衣、「皮膚」，海裡的人類與生俱來的一層特殊皮膚，在陽光的照射細看之下會如鹽的結晶般閃光，能使人類在海中自然的呼吸。後來人類遷徙到陸地上生活之後，都喪失了膜。海村的人若離開海洋過久，膜會乾裂而感到不適，所以到了陸地上必須不定時的浸拭海水使膜能保持濕潤。
海裡的人類和陸上的人類若結婚，生下的孩子是沒有膜的，沒有膜的下一代自然無法再回到海中。也因此有些海村的人常怨厭陸地上的人藉由結婚而拐走他們的人，使海村的人類越來越少。不過在五年後，當美海落海時一開始雖感到呼吸困難，但後來意外長出膜，獲得在海中呼吸的能力。似乎代表可以透過特殊方法長出膜，進而在海中呼吸。後來同樣有海裡人血統的紡、以及美海的弟弟晃也都長出了膜。另外五年後的愛花曾因某些原因而失去膜。
海神大人
海裡的神明，對被稱為女守大人的少女有愛慕情感，與她結婚並育有子女，其後代即為生存於海中的人類。
第22集從鱗大人口中得知海神大人用「某種東西」作要求把女守大人放回地面多年後便去世，身體化為海的一部分。
直到現在，海裡還殘留著那時的溶在海裡的情感的碎片，本身非善非惡，但會因為受到人世的氛圍，有時會認為是對海裡的威脅而擅自採取行動反抗。鱗大人稱為「來自大海的警告」。
第26集中得知海神大人奪去女守大人「愛上別人的心」是因為女守大人在陸地上的愛人為了尋找她而跳入海中，最後淹死了。海神大人不希望女守大人感到絕望而決定把她「愛上別人的心」奪走，但不知貢女大人已心繫於自己。
貢女大人（聲：早見沙織）
或稱祭海大人、女守大人、御女子，一個獻給海神大人（當祭品）的少女。現在所說的貢女大人是用木做的人偶，在漁船祭中代替真人祭給海神大人。
貢女大人和海神大人結婚後多年，因為地上有喜歡的人而無法忘記陸上世界，海神大人最後放貢女大人回地面，要求是用「某種東西」作交換。
在第22集中，從鱗大人口中知道，「某種東西」就是一顆愛人的心。
在第26集，得知貢女大人雖不想忘記喜歡之人，卻更不想失去與海神大人和孩子們相處的回憶，在這段期間她的心已朝向海神大人。
漁船祭
一個紀念海神大人的祭典，通常由為數不等的船隻排成圓形，正中央的船隻上放著祭海大人，在海裡的人的歌聲下，將祭海大人獻給海神大人的儀式。
御靈火
藍色的火，為海神大人死後剝落的心意，御靈火如同海神大人的意識，是比海裡殘留下來的情感碎片更加實際、穩固的東西。
像火一樣，海裡人用它作煮食或照明用途。
相較於情感的碎片，它祈禱希望阻止大海和陸地的異變。
當海神溶解在海中的感情碎片能和御靈火融為一體維持平衡，大海將變得風平浪靜，反之若無法達成平衡則會造成氣候劇變。
紅腹海蛞蝓
紅色肚子的海蛞蝓，另外一種是綠腹海蛞蝓，綠腹拿來食用，紅色則是拿來傾聽。
據說只要向紅腹海蛞蝓訴說心聲，如果你的想念是正確的會吐出白色石頭，如果吐出黑色石頭表示心意（對象）是錯誤的。
愛花當時訴說完的心聲後海蛞蝓是吐出白色石頭。

## 製作人員
- 原作：Project-118
- 監督：篠原俊哉
- 系列構成：岡田麿里
- 角色原案：Buriki
- 角色設計、總作畫監督：石井百合子
- 主動畫師：高橋英樹
- 美術監督：東地和生
- 美術設定：鹽澤良憲
- 攝影監督：梶原幸代
- 色彩設計：菅原美佳
- 3D監督：平田洋平
- 特殊效果：村上正博
- 編輯：高橋步
- 音樂：出羽良彰
- 音響監督：明田川仁
- 音響製作：Magic Capsule
- 音樂制作：日本Geneon環球娛樂
- 製片人：福良啟、小林由美子、山崎史紀、岡村武真、宮嶋耕平、堀川憲司
- 企劃製作：永谷敬之
- 動畫製作：P.A. Works
- 製作：來自風平浪靜的明日製作委員會

## 主題曲
片頭曲
（第1話－第13話）
作詞：川田真美，作曲：中澤伴行，編曲：中澤伴行、尾崎武士，歌：Ray
「ebb and flow」（第14話－第24話）
作詞：川田真美，作曲：中澤伴行，編曲：中澤伴行、尾崎武士，歌：Ray
片尾曲
「（Aqua-terrarium）」（第1話－第13話）
作词、歌：やなぎなぎ，作曲：石川智晶，編曲：MATERIAL WORLD
（第14話－第25話）
作詞、歌：やなぎなぎ，作曲、編曲：出羽良彰
「lull～Earth color of a calm～」（第26話）
作詞：川田真美，作曲：中澤伴行，編曲：中澤伴行、尾崎武士，歌：Ray
插曲
「mnemonic」（第26話）
作詞、作曲、編曲、歌：やなぎなぎ
（船祭歌/祭海之歌）
作曲：出羽良彰 作詞：篠原まり
印象曲
「凪-nagi-」
作詞：川田真美，作曲：中澤伴行，編曲：中澤伴行、尾崎武士，歌：Ray

## 播放電視台
日本深夜動畫：下文記載的日本国内播放時間使用日本標準時間（UTC+9）表示。因為部分時間标识會採用30小时制，因此請留意这类超过24:00的时间，其實際播放時間為翌日清晨。
| 播放地區 | 播放電視台 | 播放日期                    | 播放時間（UTC+9）       | 所屬聯播網 | 備註            |
| -------- | ---------- | --------------------------- | ----------------------- | ---------- | --------------- |
| 日本全國 | Animax     | 2013年10月3日－2014年4月3日 | 週四 22時00分－22時30分 | 衛星電視   | 有重播          |
| 東京都   | TOKYO MX   | 2013年10月3日－2014年4月3日 | 週四 22時30分－23時00分 | 獨立UHF局  |                 |
| 兵庫縣   | SUN電視台  | 2013年10月3日－2014年4月3日 | 週四 24時00分－24時30分 | 獨立UHF局  |                 |
| 京都府   | KBS京都    | 2013年10月3日－2014年4月3日 | 週四 25時00分－25時30分 | 獨立UHF局  |                 |
| 愛知縣   | 愛知電視台 | 2013年10月3日－2014年4月3日 | 週四 26時05分－26時35分 | 東京電視網 |                 |
| 福井縣   | 福井電視台 | 2013年10月6日－2014年4月6日 | 週日 25時35分－26時05分 | 富士電視網 |                 |
| 富山縣   | 富山電視台 | 2013年10月9日－             | 週三 26時15分－26時45分 | 富士電視網 | P.A.WORKS所在地 |
| 石川縣   | 石川電視台 | 2013年10月9日－             | 週三 26時20分－26時50分 | 富士電視網 |                 |

| 播放地區 | 播放電視台  | 播放日期                                     | 播放時間                                        | 所屬聯播網  | 備註                |
| -------- | ----------- | -------------------------------------------- | ----------------------------------------------- | ----------- | ------------------- |
| 臺灣     | i-Fun動漫台 | 2013年10月5日－2014年4月5日 2014/1/4暫停播出 | 週六 11時30分－12時00分 同日11:00為前集重播時段 | 中華電信MOD | UTC+8 同日21:30重播 |
| 中國大陸 | 愛奇藝      | 2013年10月4日－2014年4月4日                  | 週五凌晨左右                                    | 網路電視    |                     |

## Blu-ray / DVD
| 卷 | 發售日         | 收錄話          | 規格編號  | 規格編號  |
| 卷 | 發售日         | 收錄話          | BD初回版  | DVD初回版 |
| -- | -------------- | --------------- | --------- | --------- |
| 1  | 2013年12月20日 | 第1話 - 第2話   | GNXA-1621 | GNBA-2221 |
| 2  | 2014年1月29日  | 第3話 - 第5話   | GNXA-1622 | GNBA-2222 |
| 3  | 2014年2月26日  | 第6話 - 第8話   | GNXA-1623 | GNBA-2223 |
| 4  | 2014年3月26日  | 第9話 - 第11話  | GNXA-1624 | GNBA-2224 |
| 5  | 2014年4月23日  | 第12話 - 第14話 | GNXA-1625 | GNBA-2225 |
| 6  | 2014年5月28日  | 第15話 - 第17話 | GNXA-1626 | GNBA-2226 |
| 7  | 2014年6月25日  | 第18話 - 第20話 | GNXA-1627 | GNBA-2227 |
| 8  | 2014年7月24日  | 第21話 - 第23話 | GNXA-1628 | GNBA-2228 |
| 9  | 2014年8月27日  | 第24話 - 第26話 | GNXA-1629 | GNBA-2229 |

## 漫畫
以與動畫片聯動的形式自2013年《月刊Comic電擊大王》6月號開始連載，作者為前田理想。單行本全6卷。
| 冊數 | KADOKAWA / ASCII Media Works | KADOKAWA / ASCII Media Works |
| 冊數 | 初版發售日期                 | ISBN                         |
| ---- | ---------------------------- | ---------------------------- |
| 1    | 2013年9月27日                | ISBN 978-4-04-891935-7       |
| 2    | 2014年2月27日                | ISBN 978-4-04-866300-7       |
| 3    | 2014年7月25日                | ISBN 978-4-04-866699-2       |
| 4    | 2015年2月26日                | ISBN 978-4-04-869306-6       |
| 5    | 2015年9月25日                | ISBN 978-4-04-865356-5       |
| 6    | 2016年4月27日                | ISBN 978-4-04-865870-6       |